# Кармен Хейз
Кармен Хейз (англ. Carmen Hayes), настоящее имя Анита Иветт Томас (англ. Anita Yvette Thomas, род. 3 августа 1980, Сими-Валли, Калифорния) — американская порноактриса, член Зала славы Urban X Award.

## Биография
Родилась 3 августа 1980 года в Сими-Валли, Калифорния. Имеет афроамериканские, креольские и ирландские корни. В порноиндустрии дебютировала в 2002 году, в возрасте около 22 лет. Снималась для таких студий, как Acid Rain, Adam & Eve, Anarchy, Candy Shop, Elegant Angel, Heatwave, Hustler Video, West Coast Productions и других.
Первая анальная сцена — в 2008 году в фильме Big Black Wet Asses 8 (Elegant Angel). Также в 2008 году была номинирована на Urban Spice Awards в категориях «лучшая исполнительница» и «лучшая оральная исполнительница».
Ушла из индустрии в 2015 году, снявшись в 258 фильмах.
В 2017 году включена в Зал славы Urban X Award.

## Награды и номинации
- 2008 Urban Spice Awards — лучшая исполнительница (номинация)
- 2008 Urban Spice Awards — лучшая оральная исполнительница (номинация)
- 2017 — включена в Зал славы Urban X Award[6]

## Избранная фильмография
- Black and Boobalicious
- Black and Natural Big Boobs
- Black Big Boob Cougars
- Big Black Boobs
- Big Black Racks
- Big Black Wet Tits 2
- Big Tit POV: Black Label
- Big Wet Tits 1
- Black and Stacked Xtra 3
- Black Mommas 2
- Black Stacked Lesbians
- Boobstravaganza
- Busty Hookers
- Busty Workin' Sistas
- Christy’s Big Bang
- Cocoa Nut Busters
- Fantasy Tit-Jobs
- Fuckin Mo' Titties
- Hardscore
- Hardscore 3
- Lady Humps
- Nice Azz Tits 1
- Score Threesomes
- Thick Black Boobalicious Babes
- Truly Nice Tits 7
- Young Ripe Mellons 1